# Бромокриптин
Бромокриптин — лекарственное средство, стимулятор центральных и периферических дофаминовых рецепторов D2 (полусинтетическое производное алкалоида спорыньи).

## Фармакологическое действие
Препарат активно влияет на кругооборот дофамина и норадреналина в центральной нервной системе (ЦНС), уменьшает выделение серотонина.
В связи со стимулирующим действием на дофаминовые рецепторы гипоталамуса бромокриптин оказывает характерное тормозящее влияние на секрецию гормонов передней доли гипофиза, особенно пролактина и соматотропина. Эндогенный дофамин является физиологическим ингибитором секреции этих гормонов.
Синтеза пролактина бромокриптин не нарушает. Тормозящее влияние на секрецию гормона снимается блокаторами дофаминовых рецепторов (например, хлорпромазином).
Бромокриптин (как и апоморфин, также являющийся стимулятором Д2-рецепторов) оказывает рвотное действие, снижает температуру тела, уменьшает акинезию, вызванную резерпином, тетрабеназином, антипсихотическими препаратами. Препарат оказывает гипотензивное действие, связанное с влиянием на ЦНС, воздействует на симпатические нервные окончания и гладкую мускулатуру сосудов. Снижает содержание в крови катехоламинов.
В отличие от эргометрина, метилэргометрина и других аналогичных препаратов спорыньи он не оказывает «маточного» (окситоцического) действия. Наоборот, он угнетает сокращения матки, вызванные метилэргометрином.

## Фармакокинетика
Абсорбция — 28 % (25-30 %), период полуабсорбции — 20 мин. Обладает эффектом «первого прохождения» через печень, биодоступность — 6 %. Связь с белками плазмы (альбумины) — 90-96 %. TCmax — 1-3 ч. T½ двуфазный: 4-4.5 ч — альфа фаза, 15 ч — окончательная. Выводится с желчью в виде метаболитов, через почки — 6 %.

## Показания
Нарушения менструального цикла, женское бесплодие: — пролактинзависимые заболевания и состояния, сопровождающиеся или не сопровождающиеся гиперпролактинемией: аменорея (сопровождающаяся и не сопровождающаяся галактореей); олигоменорея; недостаточность лютеиновой фазы; вторичная гиперпролактинемия на фоне приема лекарственных средств (например некоторых психоактивных или гипотензивных лекарственных средств); — пролактиннезависимое женское бесплодие: синдром поликистозных яичников; ановуляторные циклы (в дополнение к антиэстрогенам, например кломифену). Предменструальный синдром — болезненность молочных желез; отёки, связанные с фазой цикла; метеоризм; нарушения настроения. Гиперпролактинемия у мужчин: пролактинзависимый гипогонадизм (олигоспермия, потеря либидо, импотенция). Пролактиномы: консервативное лечение пролактинсекретирующих микро- и макроаденом гипофиза; предоперационная подготовка для уменьшения объема опухоли и облегчения её удаления; послеоперационное лечение, если уровень пролактина остается повышенным. Акромегалия: в качестве дополнительного лекарственного средства в комплексе с лучевой терапией и оперативным лечением или, в особых случаях, как альтернатива хирургическому или лучевому лечению. Подавление лактации: предотвращение или прекращение послеродовой лактации по медицинским показаниям: предотвращение лактации после аборта; послеродовое нагрубание молочных желез; начинающийся послеродовой мастит. Доброкачественные заболевания молочных желез: масталгия (в изолированном виде, а также в сочетании с предменструальным синдромом, доброкачественными узловыми или кистозными изменениями); доброкачественные узловые и/или кистозные изменения, особенно фиброзно-кистозная мастопатия. Болезнь Паркинсона: все стадии идиопатической болезни Паркинсона и постэнцефалитического паркинсонизма (в виде монотерапии либо в комбинации с др. противопаркинсоническими лекарственными средствами).

## Противопоказания
Гиперчувствительность, гестоз, артериальная гипертензия в послеродовом периоде, заболевания сердечно-сосудистой системы, заболевания клапанного аппарата сердца в анамнезе, эндогенные психозы, неконтролируемая артериальная гипертензия, печеночная недостаточность.

### С осторожностью
Беременность, период лактации (выделяется с молоком). Угнетает лактацию.

## Режим дозирования
Внутрь, во время еды, максимальная суточная доза — 30 мг. Нарушения менструального цикла, женское бесплодие — по 1.25 мг 2-3 раза в сутки; если эффект недостаточен, дозу постепенно увеличивают до 5-7.5 мг/сут (кратность приема 2-3 раза/сут). Лечение продолжают до нормализации менструального цикла и/или восстановления овуляции. При необходимости для профилактики рецидивов, лечение можно продолжить в течение нескольких циклов. Предменструальный синдром — лечение начинают на 14 день цикла с 1.25 мг/сут. Постепенно увеличивают дозу на 1.25 мг/сут до 5 мг/сут (до наступления менструации). Гиперпролактинемия у мужчин — по 1.25 мг 2-3 раза в сутки, постепенно увеличивая дозу до 5-10 мг/сут. Пролактиномы — по 1.25 мг 2-3 раза в сутки, с постепенным увеличением дозы до нескольких таблеток в сутки, необходимых для поддержания адекватного снижения концентрации пролактина в плазме. Акромегалия — начальная доза составляет 1.25 мг 2-3 раза в сутки, в дальнейшем, в зависимости от клинического эффекта и побочных действий, суточную дозу постепенно увеличивают до 10-20 мг. Подавление лактации — в 1 день назначают по 1.25 мг 2 раза (во время еды за завтраком и ужином), затем в течение 14 дней — по 2.5 мг 2 раза в сутки. Для предотвращения начала лактации прием препарата следует начинать через несколько часов после родов или аборта (после стабилизации жизненно важных функций). Через 2-3 дня после отмены препарата иногда возникает незначительная секреция молока. Её можно устранить, возобновив прием препарата в той же дозе в течение ещё 1 нед. Послеродовое нагрубание молочных желез — назначают однократно в дозе 2.5 мг, через 6-12 ч при необходимости повторяют прием (это не сопровождается нежелательным подавлением лактации). Начинающийся послеродовой мастит — режим дозирования такой же, как и в случае подавления лактации. При необходимости к лечению добавляют антибиотик. Доброкачественные заболевания молочных желез — по 1.25 мг 2-3 раза в сутки. Суточную дозу постепенно увеличивают до 5-7.5 мг. Болезнь Паркинсона — для обеспечения оптимальной переносимости лечение следует начинать с применения небольшой дозы препарата: 1.25 мг 1 раз в сутки (предпочтительнее вечером) в течение 1 нед. Суточную дозу препарата повышают постепенно, каждую неделю на 1.25 мг; суточную дозу делят на 2-3 приема. Адекватного терапевтического результата можно достичь в течение 6-8 нед лечения. Если этого не происходит, суточную дозу можно повышать далее — каждую неделю на 2.5 мг/сут. Средние терапевтические дозы бромокриптина для моно- или комбинированной терапии составляют 10-30 мг/сут. Максимальная суточная доза — 30 мг. Если при подборе дозы возникают побочные явления, суточную дозу следует уменьшить и поддерживать на более низком уровне в течение не менее 1 нед. Если побочные явления исчезают, дозу препарата можно снова повысить. Больным с двигательными нарушениями, отмечающимися на фоне приема леводопы, рекомендуется до начала применения бромокриптина снизить дозу леводопы. После достижения удовлетворительного эффекта можно предпринять дальнейшее постепенное уменьшение дозы леводопы. У некоторых больных возможна полная отмена леводопы.

## Побочные эффекты
Тошнота, рвота, головокружение; редко — ортостатическая гипотензия. Инфаркт миокарда, инсульт. Запор, сонливость, головная боль, психомоторное возбуждение, галлюцинации, психозы, дискинезия, снижение остроты зрения, сухость во рту (кариес, болезни пародонта, орокандидоз, дискомфорт), заложенность носа, аллергические реакции, кожная сыпь, судороги в икроножных мышцах. При длительном применении — синдром Рейно; при лечении высокими дозами (паркинсонизм) — спутанность сознания, выделение спинномозговой жидкости из носовых ходов, обморочные состояния, пептическая язва, желудочно-кишечное кровотечение (чёрный кал, кровь в рвотных массах), ретроперитонеальный фиброз (боль в животе, снижение аппетита, боль в спине, тошнота рвота, слабость, учащенное мочеиспускание).

### Передозировка
Симптомы: головная боль, галлюцинации, тошнота, рвота, снижение артериального давления.
Лечение: парентеральное введение метоклопрамида.

## Особые указания
Для предупреждения тошноты и рвоты в начале лечения целесообразно назначать противорвотные лекарственные средства за 1 ч до приема препарата. Рекомендуется периодический контроль артериального давления, функции печени и почек. При применении препарата в высоких дозах в течение длительного периода повышен риск развития кардиального фиброза. Лечение может вызвать ускоренное возобновление функции яичников после родов, в связи с чем необходимо предупреждение женщин о возможности раннего послеродового зачатия. У женщин, принимающих бромокриптин, при наступлении беременности лечение прекращают, за исключением случаев, когда возможный положительный эффект лечения перевешивает потенциальный риск для плода. Во время терапии целесообразно использование негормональной контрацепции. В случае возникновения беременности на фоне аденомы гипофиза после отмены необходим систематический контроль её состояния, включая исследование полей зрения. Перед началом лечения доброкачественных заболеваний молочных желез необходимо исключить наличие злокачественной опухоли той же локализации. При лечении акромегалии, если в анамнезе есть указание на наличие язвенной болезни желудка, от лечения лучше отказаться. Если же лечение необходимо, обратить внимание пациентов на необходимость ставить врача в известность при возникновении расстройств со стороны желудочно-кишечного тракта. Необходимо тщательно соблюдать гигиену полости рта, при сохраняющейся сухости полости рта более 2 нед необходимо проконсультироваться с врачом. Пациентам, принимающим препарат, следует воздерживаться от занятий видами деятельности, требующими повышенного внимания и быстрых физических и психических реакций.

## Взаимодействие
Снижает эффективность пероральных контрацептивов. Усиливает эффект леводопы, гипотензивных лекарственных средств. Ингибиторы МАО, фуразолидон, прокарбазин, селегилин, алкалоиды спорыньи, галоперидол, локсапин, метилдопа, метоклопрамид, молиндон, резерпин, тиоксантины и фенотиазины повышают концентрацию в плазме и риск развития побочных эффектов. Эритромицин, кларитромицин, тролеандомицин увеличивают биодоступность и Cmax, бутирофеноны снижают эффективность. Одновременный прием этанола приводит к развитию дисульфирамоподобных реакций (боль в груди, гиперемия кожных покровов, тахикардия, тошнота, рвота, рефлекторный кашель, пульсирующая головная боль, нечеткое зрение, слабость, судороги). При совместном назначении с ритонавиром рекомендуется 50 % снижение дозы.

## Форма выпуска
- таблетки по 2,5 мг
- капсулы по 5 или 10 мг.